# Anja
Anja je ženské rodné jméno. Jedná se o ruskou zdrobnělou formu jména Anna. Jméno je běžné v norštině, dánštině, němčině, švédštině, finštině, nizozemštině, slovinštině, makedonštině a srbštině. V České republice se jméno vyskytuje zřídka. Jmeniny Anji připadají na 26. července.

## Domácké podoby
Aňa, Aninka, Aňulka, Aní, Aný

## Známí nositelé jména
- Anja Pärsonová – švédská lyžařka
- Anja Rubik – polská top modelka